# Jay Nixon
Jeremiah Wilson "Jay" Nixon ( De Soto, Missouri, 13 de febrer de 1956) és un polític estatunidenc del  Partit Demòcrata. Serví des de gener de 2009 al 2017.